# Le Magny (Indre)
Le Magny is een gemeente in het Franse departement Indre (regio Centre-Val de Loire). De plaats maakt deel uit van het arrondissement La Châtre. Le Magny telde op 1 januari 2022 1.015 inwoners.

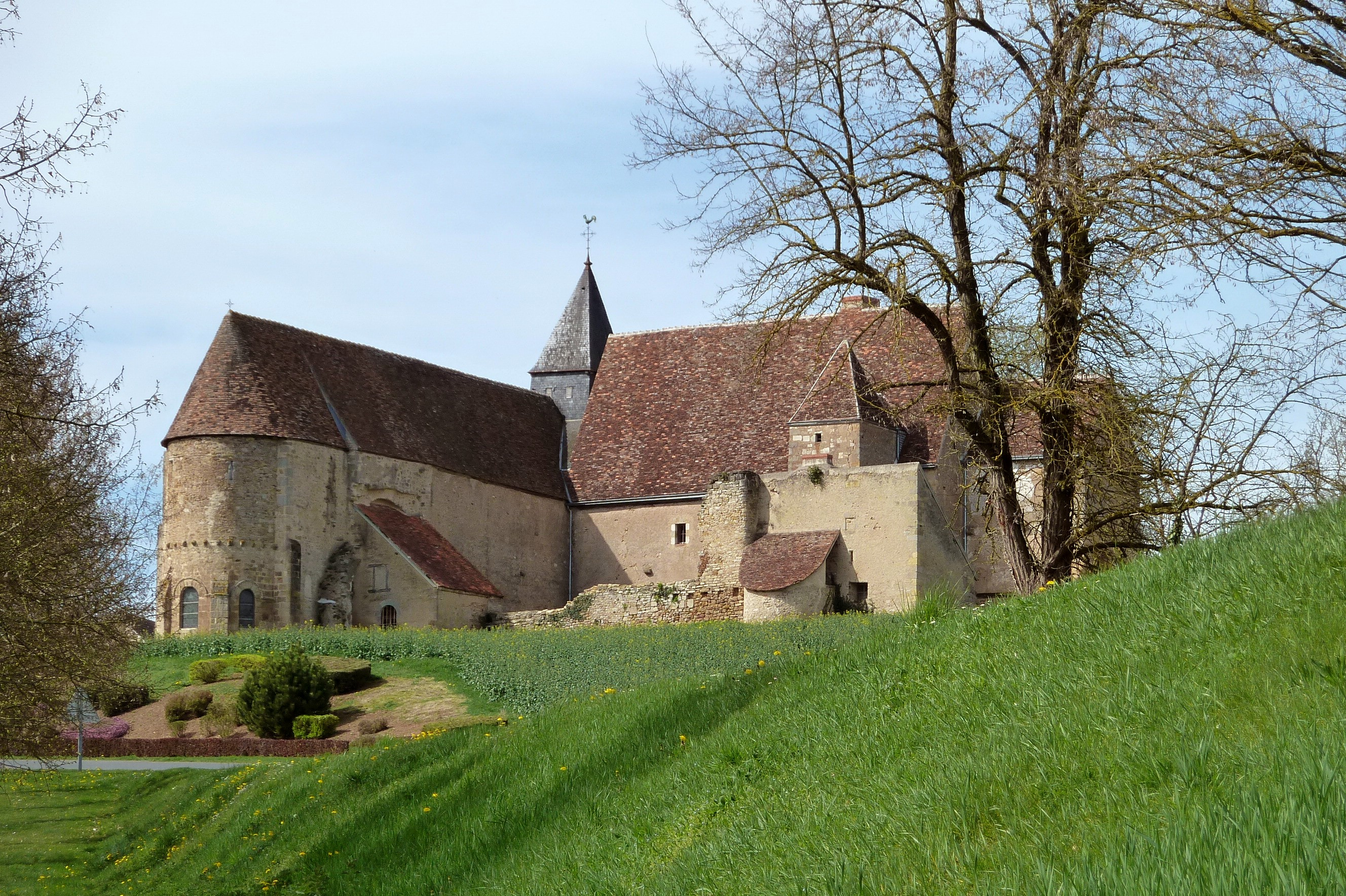
Kloosterkerk van St Michel
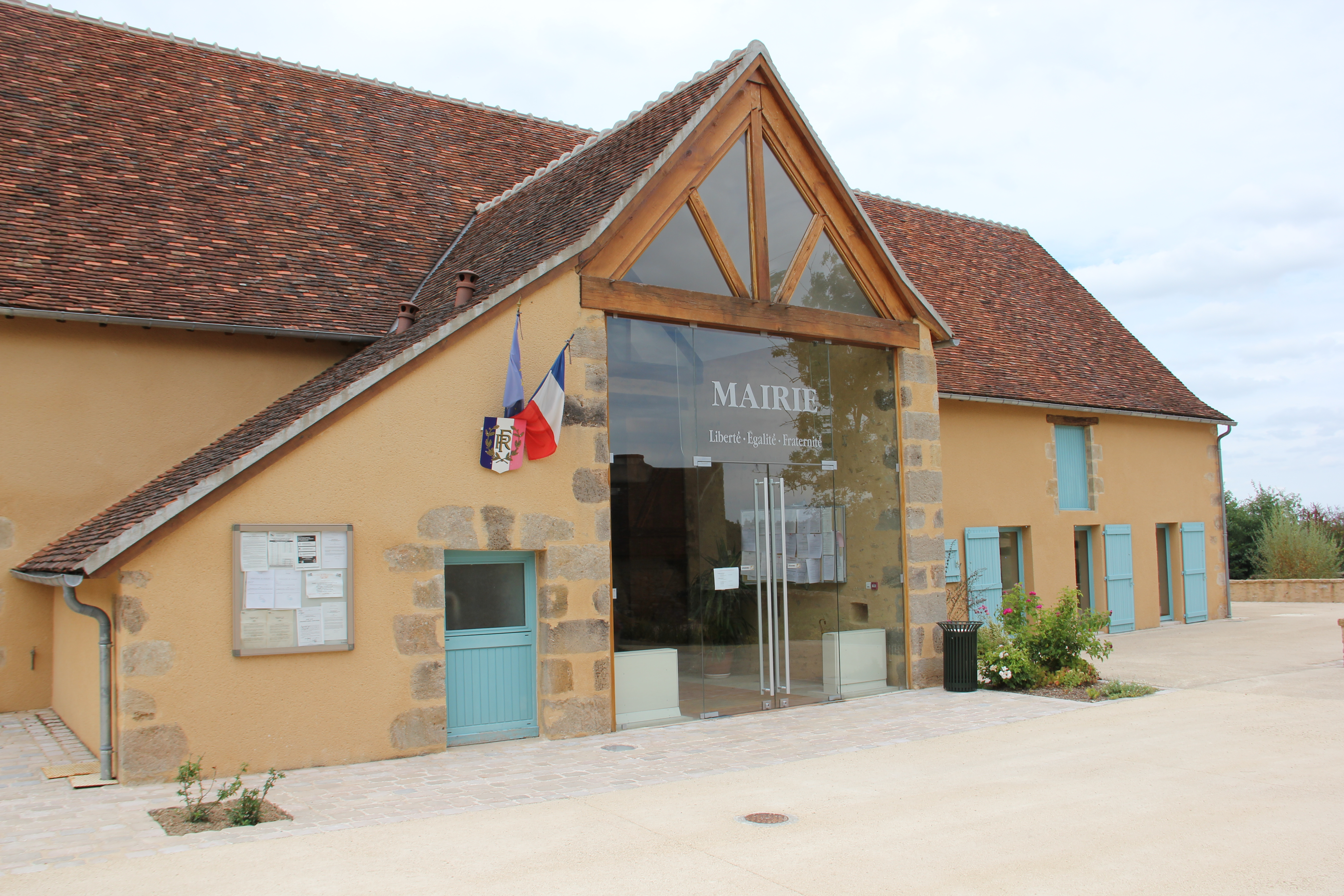
Gemeentehuis

## Geografie
De oppervlakte van Le Magny bedroeg op 1 januari 2022 17,84 vierkante kilometer; de bevolkingsdichtheid was toen 56,9 inwoners per km².

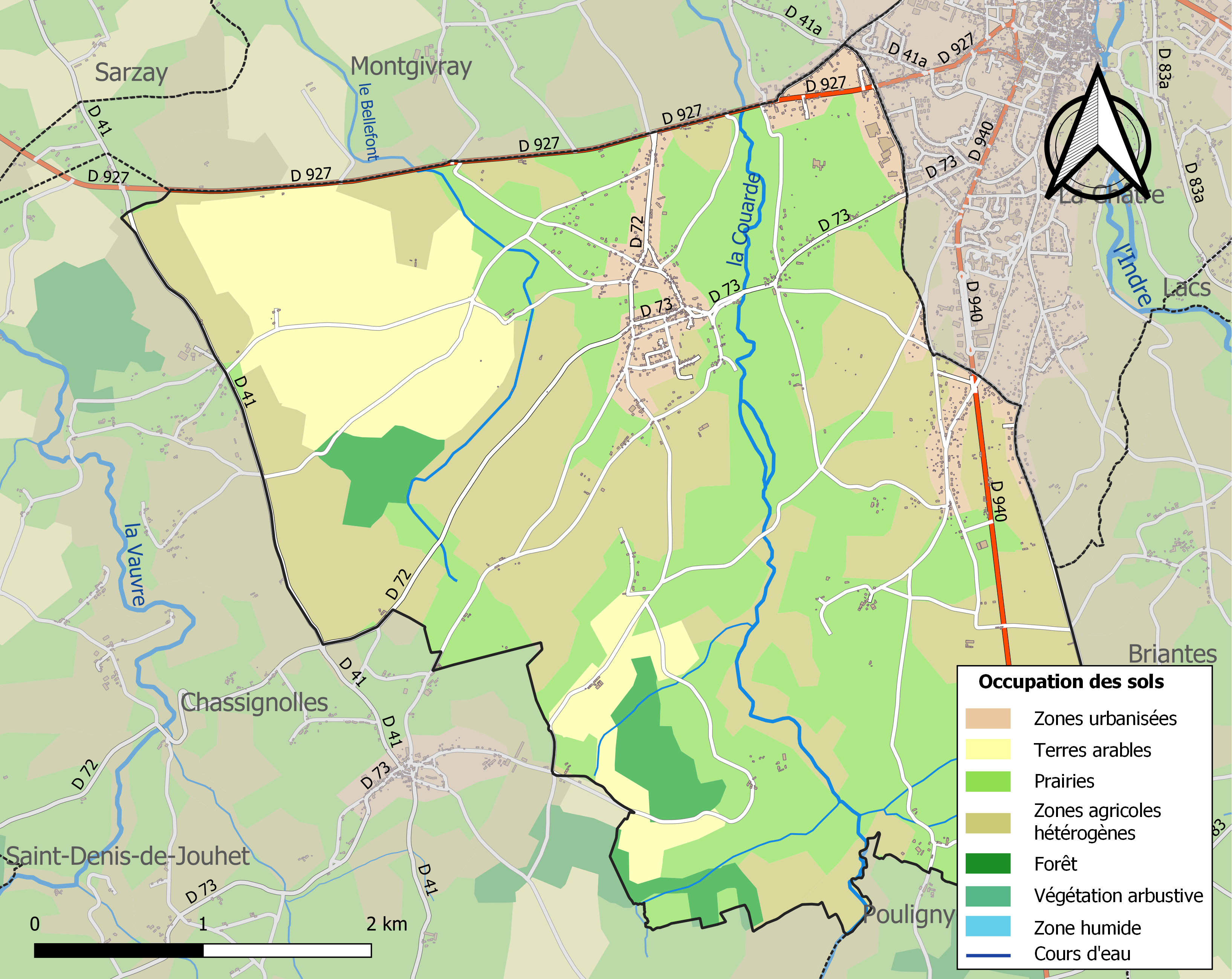
Kaart van de gemeente met belangrijkste infrastructuur, bodemgebruik en omliggende gemeenten

## Demografie
Onderstaande figuur toont het verloop van het inwonertal (bron: INSEE-tellingen).